# Proton Arena
Proton Arena – samochód użytkowy typu mini pickup produkowany w latach 2002–2010 roku przez malezyjski koncern Proton.

## Historia modelu

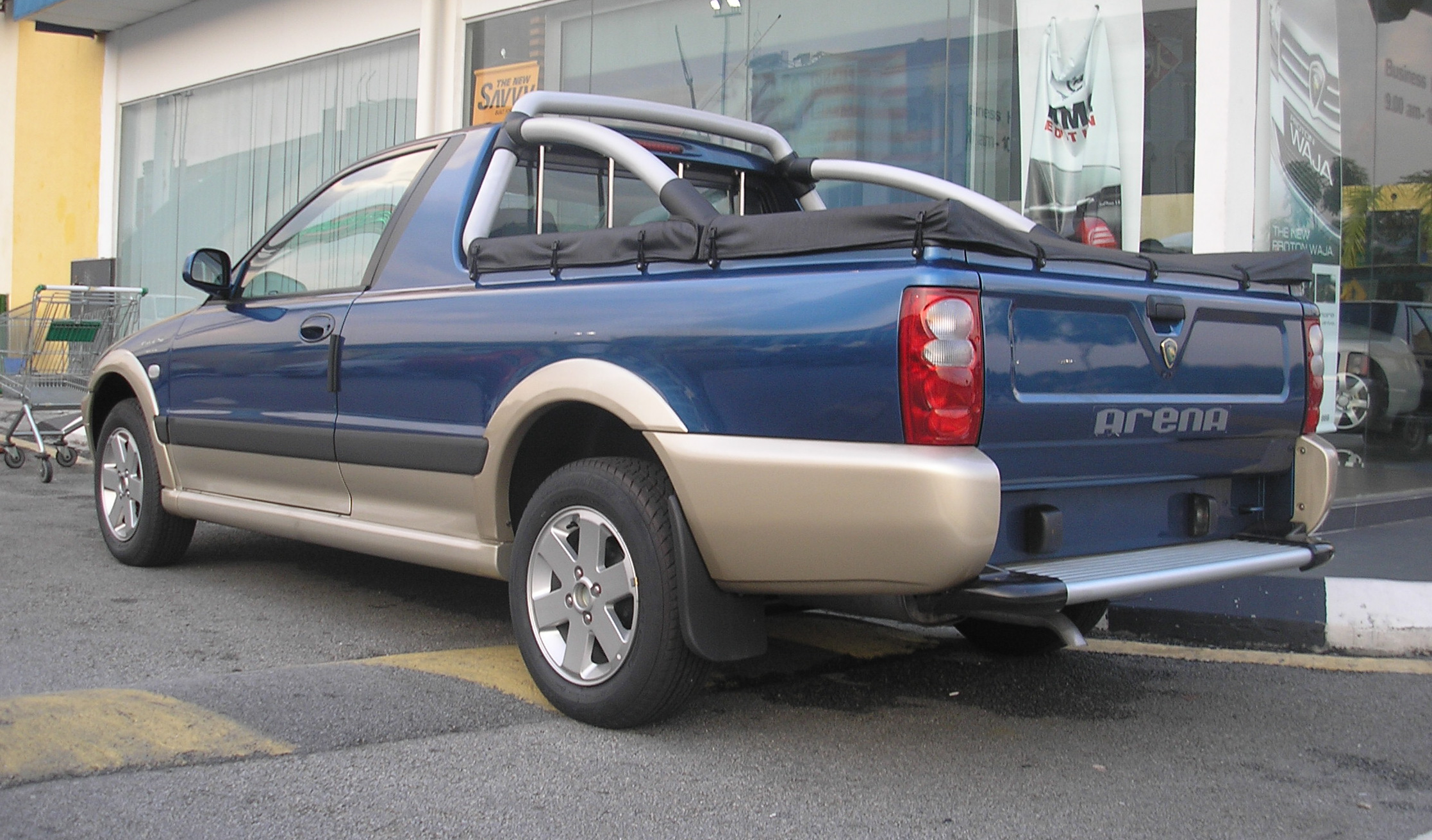
Proton Arena - tył

W 2002 roku Proton zaprezentował małego pickupa bazującego na modelu Wira. Był to pierwszy i ostatni jak na razie pickup tego malezyjskiego producenta. Model odniósł duży sukces na rynkach eksportowych. Pojazd oferowany w Australii, Wielkiej Brytanii oraz w Irlandii pod nazwą Jumbuck. Arena oferowana jest w trzech rodzajach nadwozia - Freestyle, Sportdeck oraz Fastback.